# Karl-May-Dramatisierungen
Eine Karl-May-Dramatisierung ist ein Bühnenwerk, das auf Werken des deutschen Schriftstellers Karl May (1842–1912) basiert oder seine Person als Protagonisten zum Inhalt hat.
Ein Bühnenwerk, auch Bühnenstück oder Theaterstück genannt, ist eine Dichtung, die auf der Bühne zur Aufführung gebracht wird. Als Drama unterscheidet es sich vom Epos (bzw. vom Roman) und von der Lyrik.
Zu den Bühnenwerken gehören das Schauspiel (Tragödie, Komödie, Melodram, Posse, Parodie, Puppentheater), das Musiktheater (Oper, Operette, Singspiel, Musical) und das Ballett oder Tanztheater.
Beispiele für entsprechende Dramatisierungen von Karl-May-Werken:
1. Schauspiel
  1. Tragödie: „Geächteter Hakawati“
  2. Komödie: „Der Alte Dessauer“
  3. Melodram: „Das Waldröschen“[1]
  4. Posse: „Die Pantoffelmühle“[2]; „Posse vom Alten Dessauer“[3]
  5. Parodie: „Seelenlust & Augenweide“
  6. Puppentheater: „Der Schatz im Silbersee“
2. Musiktheater
  1. Oper: „Am Silbersee“[4]
  2. Operette: „Fräulein Rothaut“
  3. Singspiel: „Winnetou“ (1982)[5]
  4. Musical: „Winnetou“ (2001)[6]
3. Ballett
  1. Tanztheater: „Die Königin der Sonne“[7]
  2. Ballett-Suite: „Karl-May-Story“[8]

Spielorte der Dramatisierungen können Bühnen und Freilichtbühnen sein. Die Karl-May-Dramatisierungen wurden zunächst nur für Bühnen, später fast ausschließlich für Freilichtbühnen geschrieben. Bekannte Autoren für das Bühnenspiel waren:
- Hermann Dimmler
- Ludwig Körner
- Tono Kaiser[9]
- Götz Loepelmann
- Johannes Reitmeier
- Daniel Call
- Georg Mittendrein

Für Freilichtaufführungen schrieben u. a.:
- Roland Schmid
- Wulf Leisner
- Toni Graschberger
- Harry Walther
- Jochen Bludau
- Klaus-Hagen Latwesen
- Pierre Brice
- Olaf Hörbe
- Mike Dietrich

## Mays Bühnenwerk(e)
In seiner Darstellung der Karl-May-Dramatisierungen schrieb Hansotto Hatzig 2001:
„Ursprünglich wollte Karl May seinen Helden Winnetou auch auf die Bühne bringen. Neben einem Singspiel unter dem Titel Die Pantoffelmühle, „Originalposse mit Gesang und Tanz“, von dem allerdings nur Text- und Kompositionsfragmente erhalten sind, schrieb May zehn Jahre später seine „Arabische Fantasia“ Babel und Bibel, die aber weder zu seinen Lebzeiten noch später aufgeführt worden ist.“
Babel und Bibel erlebte 2005 seine Welturaufführung: Das Drama wurde erstmals komplett am 21. Juni 2005 in Hachenburg im Westerwald im Rahmen einer Schulaufführung unter der Regie von Peter Wayand uraufgeführt, nachdem vorher allenfalls szenische (Teil-)Lesungen stattgefunden hatten.

## Grundsätzliches
„Karl May zu dramatisieren, bietet sich ganz von selbst an, weil der Dichter die faszinierenden Geschöpfe seiner Phantasie, Helden und Unholde, mal vor einer festen Kulisse, mal wie auf einer Drehbühne agieren läßt und dem Leser ihre spannenden Abenteuer, äußere und innere Erlebnisse und Konflikte, hauptsächlich in Wechselreden vermittelt: Der Dialog ist das Charakteristische an einer Karl-May-Erzählung und die Auseinandersetzung zwischen Gut und Böse ihr ständiges Motiv. Aus dem Leser einen Zuschauer zu machen, ist im Fall Karl May also relativ leicht. Wer diesen Autor für das Theater bearbeiten will, muß in erster Linie befähigt sein, den überschäumenden Fluß Mayscher Phantasie behutsam einzudämmen und den Möglichkeiten der Bretterbühne anzupassen. Er muß mit großem Feingefühl die Handlung vereinfachen und eventuell Schauplätze zusammenlegen und Rollen zusammenziehen. Wie das Resultat auszusehen hat, verdeutlicht Zuckmayer am Beispiel der von ihm rezensierten Aufführung: ‚Ausgezeichnet, wirklich großartig an der Bearbeitung finde ich den kindlich-ernsthaften Wechsel von komischen und tragischen Szenen, das unbekümmerte Nacheinander – so, genau so, muß man überhaupt Theaterstücke schreiben!‘ …
Gegenüber der Bretterbühne bietet die Freilichtbühne für Karl-May-Aufführungen nicht nur technische Vorteile. Belebt vom Karl-May-Kosmos vermittelt sie durch den freien Himmel die Weite Mayscher, aus der Seele stammender Landschaftsbilder und erregt die Phantasie. Für die Dauer des Spielgeschehens vermag sie dem Zuschauer die Illusion von Freiheit zu geben und seine Sehnsucht nach der Ferne zu stillen. Zwar dient allen Schauplätzen nur eine einzige, feste Kulisse, aber die Phantasie erkennt mühelos die unterschiedlichsten Handlungsorte. Sie wird unterstützt durch die Möglichkeit, auf der Freilichtbühne Reiter, Postkutschen, Auswanderertrecks, Eisenbahnen usw. als zusätzliche Handlungsträger einzusetzen und kleine Bauten wie ein Indianerdorf, eine Wildweststadt oder ähnliches zu errichten.
Natürlich hat die Freilichtbühne auch ihre Nachteile. Die Größe des akustischen Raumes stellt hohe Anforderungen an die stimmlichen Möglichkeiten der Schauspieler. Manches Wort geht verloren. Die Tontechnik hat ihre Grenzen. Viele schöne Karl-May-Dialoge, die sich mit Vergnügen lesen lassen, wie zum Beispiel das Gespräch zwischen Old Shatterhand und Sam Hawkens zum Thema ‚Ich will der Lehrer meiner Leser sein‘ im ersten Winnetou-Band, gehen im weiten Rund der Freilichtbühne verloren. Sie gestattet kein Spiel auf engem Raum.
Dennoch: Bei einer guten Karl-May-Darstellung auf der Freilichtbühne kann der Zuschauer annähernd die gleichen Stimmungs-Erfahrungen machen wie der Leser bei der Lektüre eines Karl-May-Buches. Mit Sicherheit ist das der Hauptgrund für den Erfolg der Karl-May-Spiele.“

## Erste Dramatisierungen
Hatzig beginnt seine Geschichte der Karl-May-Dramatisierungen mit dem Theaterstück „Winnetou“ von Hermann Dimmler, uraufgeführt 1919 im Deutschen Theater München. Leider übersieht er dabei, dass ein Karl-May-Stoff bereits früher auf die Bühne gebracht wurde: die Operette „Fräulein Rothaut“ 1916, ebenfalls in München.
Hatzig beschreibt des Weiteren die gelungene Bearbeitung des Dimmler-Textbuches zu „Winnetou“ durch Ludwig Körner, dargeboten 1928 in Wien und 1929 in Berlin, dem es in dieser Form gelingt, zahlreiche Bühnen der dreißiger und vierziger Jahre zu erobern. Auch nach dem Krieg wird immer wieder auf diese Fassung (in der seit 1950 vorliegenden dritten Fassung, bearbeitet von Ludwig Körner und Roland Schmid) zurückgegriffen: „Winnetou, der rote Gentleman“.
Hatzig erwähnt für das Jahr 1940 eine Dramatisierung des Abenteuerromans Der Schatz im Silbersee auf der Felsenbühne Rathen, die eigentlich nicht als Beginn der Silbersee-Dramatisierungen gelten kann, sondern eher eine Verlegenheitslösung darstellt, nachdem die Karl-May-Spiele nach Werder umgezogen waren. Bei den 1940 in Rathen gezeigten „Wild-West-Spielen nach Karl May“ des Dresdner Zirkus Sarrasani, veranstaltet mit Motiven aus Der Schatz im Silbersee und Der Ölprinz unter dem Gesamttitel „Der Schatz im Silbersee“ (Buch: Adolf Steinmann, Regie: Josef Firmans), blieb Karl May eher auf der Strecke zugunsten von reinen Zirkusdarbietungen.

## Theaterstücke zu Werken Karl Mays

### In den ersten Nachkriegsjahren
- Old Shatterhand und Winnetou am Silbersee (Wien 1946)[17]
- Old Shatterhand und Winnetou am Silbersee (Linz-Urfahr 1947)[18]
- Old Shatterhand (Ratingen 1949)[19]
- Winnetou und sein weißer Bruder (München 1949)[20]

### In den 1950er Jahren
- Winnetou, der rote Gentleman (Hamburg/Bad Segeberg 1952)
- Der Schatz im Silbersee (Bad Segeberg 1954)
- Hadschi Halef Omar (Bad Segeberg 1955)
- In den Schluchten des Balkan (Bad Segeberg 1956)

### In den 1960er Jahren
- Der Ölprinz (Bad Segeberg 1961)
- Unter Geiern – Der Sohn des Bärenjägers (Bad Segeberg 1962)
- Durch die Wüste (Bad Segeberg 1963)
- Old Surehand (Bad Segeberg 1965)
- Winnetou II – Ribanna und Old Firehand (Bad Segeberg 1966)
- Die Felsenburg (Bad Segeberg 1969)

### In den 1970er Jahren
- Im Tal des Todes (Elspe 1970)
- Das Geheimnis der Bonanza (Mülheim 1971)[21]
- Unter Geiern – Der Geist des Llano Estacado (Elspe 1972)
- Das Vermächtnis des Inka (Bad Segeberg 1974)
- Der Schatz im Silbersee (Elspe 1977)
- Der schwarze Mustang (Bad Segeberg 1977)[22]
- Das Waldröschen oder die Verfolgung rund um die Erde (Hannover 1977)
- Durchs wilde Kurdistan (Bad Segeberg 1978)[23]
- Winnetou I (Elspe 1978)
- Old Firehand (Bad Segeberg 1979)[24]

### In den 1980er Jahren
- Winnetou, der Apache (Wien 1980)
- Ihr seid ein Greenhorn, Sir! (Ost-Berlin 1984)
- Der Schatz im Silbersee (Rathen 1984)[25]
- Schloss Rodriganda. Eine Verfolgung rund um die Erde (Mönchengladbach 1985)[26]
- Winnetou (Rathen 1987)[27]

### In den 1990er Jahren
- Ein Fall für Sam Hawkens (1990)[28]
- Winnetous letzte Fahrt (Maierhöfen 1990)[29]
- Winnetous letzter Kampf (Bad Segeberg 1990)
- Winnetou – Das Vermächtnis (Bad Segeberg 1991)
- Winnetou (Rathen 1991)[30]
- Der Ölprinz (Rathen 1991)[31]
- Deutsche Herzen – Deutsche Helden (Bamberg 1992)
- Keryhof (Burg Leuchtenberg 1992)
- Winnetou II (Rathen 1992)[32]
- Old Surehand (Rathen 1995)[33]
- Waldröschen (Radebeul 1996)[34]

### In den 2000er Jahren
- Der Schatz der Azteken (Weitensfeld 2000)[35]
- Das Geheimnis der schwarzen Masken (Waldenburg 2001)
- Im Tal des Todes (Bad Segeberg 2002)
- Wildwasser (Burg Ziesar 2005)
- Karl May in 90 Minuten (Aachen 2007)[36]
- Die Elbindianer kommen! (Dresden 2008)[37]
- Winnetou V – Eine Karl-May-Expedition (München 2008)[38]

### In den 2010er Jahren
- Der Alte Dessauer (Dessau 2012)
- Das Buschgespenst (Marienberg 2015)
- Winnetou360° (Jena 2017)[39]
- Winnetou, ein Friedensmonolog (2017)[40]

### Die populärsten Stücke

#### Winnetou
Uraufführungen von Winnetou I in:
- 1919 – München (Buch: Hermann Dimmler)
- 1928 – Wien (B: Hermann Dimmler und Ludwig Körner)
- 1929 – Berlin (B: Dimmler/Körner)
- 1932 – Hohenstein-Ernstthal (B: 3. Aufzug: Werner Legère)
- 1938 – Felsenbühne Rathen (B: Martin Raschke)[42]
- 1938 – Freie Volksbühne Berlin (B: Dimmler/Körner)[43]
- 1939 – Wien (Jesuitenwiese im Prater) (B: Körner)[44]
- 1940 – Thalia Theater Hamburg (B: Körner)[45]
- 1940 – Werder/Havel (B: unbekannt)[46]
- 1941 – Felsenbühne Rathen (B: Körner)
- 1941 – Stadttheater Steyr (B: Rolf G. Garding)[47]
- 1942 – Hohenstein-Ernstthal (B: Dimmler)
- 1950 – Naturbühne Blauer See Ratingen (B: Raschke/Barthel)[48]
- 1952 – Bad Segeberg (B: Ludwig Körner und Roland Schmid)
- 1978 – Elspe (B: Jochen Bludau)
- 1984 – Ihr seid ein Greenhorn, Sir! (B: Helmut Baierl)
- 1987 – Felsenbühne Rathen (B: Uwe Wolf)[49]
- 2004 – Felsenbühne Rathen (B: Olaf Hörbe)[50]
- 2004 – Hohenstein-Ernstthal (B: Uwe Hänchen)[51]
- 2006 – Hohenstein-Ernstthal (B: Tom Mayor)[52]
- 2009 – Karl-May-Festspiele Leipzig (B: Rainald Grebe)[53]

Weitere Aufführungen der Dimmler/Körner-Fassung vor und während des Krieges:
| - 1928 – Linz - 1930 – Dresden - 1938 – Stadttheater Hildesheim | - 1938 – Warnsdorf - 1939 – Rathen (B var.: Raschke) - 1939 – Stadttheater Halberstadt | - 1939 – Volkstheater München - 1939 – Landestheater Beuthen - 1940 – Stadttheater Halle |

Weitere Aufführungen der Dimmler/Körner-Fassung kurz nach dem Krieg:
| - 1947 – Hannover - 1947 – Wolfenbüttel - 1947 – Wien - 1950 – Berlin - 1950 – Bremerhaven | - 1950 – Kassel - 1950 – Neuwied - 1950 – Stuttgart - 1950 – Wiesbaden - 1951 – Mönchengladbach | - 1952 – Cuxhaven - 1952 – Karlsruhe - 1952 – Mainz - 1953 – Bentheim |

1950 überarbeitete Ludwig Körner selbst sein Theaterstück noch einmal gemeinsam mit Roland Schmid für Freilichtbühnen. 1952 wurde es in Bad Segeberg uraufgeführt: „Winnetou, der rote Gentleman“. Bis weit in die 1970er Jahre war diese dritte Fassung Grundlage für alle Winnetou-Inszenierungen:
| - Winnetou (Hamburg 1952) - Winnetou (Bad Segeberg 1952) - Winnetou (Bad Segeberg 1953) | - Winnetou (Nürnberg 1954) - Winnetou (Bad Segeberg 1957) - Winnetou (Elspe 1958) | - Winnetou (Elspe 1967) - Winnetou (Bad Segeberg 1971) |

In den Jahren 1978–1980 verfasste Jochen Bludau neue Dramatisierungen des gesamten Winnetou-Stoffes, die seitdem regelmäßig in Elspe dargeboten werden:
- Winnetou I: 1978, 1984, 1993, 2000, 2006, 2012, 2017
- Winnetou II: 1979, 1985, 2018
- Winnetou III: 1980, 1986, 1997, 2019

#### Der Schatz im Silbersee
Festspielaufführungen in:
| - Altenbrak 1993 - Annaberg-Buchholz 1996 und 1998 - Bad Segeberg 1954, 1958, 1964, 1981, 1989, 1994, 2001, 2009 und 2016. - Bentheim 1960 - Berlin 1968 - Bischofswerda 1998, 2005. - Burgrieden 2014 - Cuxhaven 1965 | - Dasing 2006 und 2015 - Elspe 1959, 1968, 1973, 1977, 1982, 1987–1989, 1994, 1996, 2003, 2009 und 2015. - Gföhl 1991, 1999, 2010 und 2013 - Hockweiler 2001 - Jonsdorf 1985, 1986 und 2011 - Katzweiler 1999 - Mörschied 1995, 2004 und 2014. | - Rathen 1940, 1984–1986, 2007–2009. - Ratingen 1962, 1974, 1977, 1982, 1987 und 1993 - Thale 1992 - Twisteden 2004 und 2011 - Weitensfeld 1996, 2006 und 2010 - Wien 1978 - Winzendorf 2002, 2007 und 2014 |

### Die wichtigsten Winnetou-Darsteller
Liste der Schauspieler und Sprecher, die mindestens einmal die Rolle des Winnetou verkörperten (Quelle: Karl-May-Wiki)
Die wichtigsten Winnetou-Darsteller in Filmen und auf Bühnen (Quelle: Karl-May-Wiki):
- Benjamin Armbruster: spielte den Winnetou in Elspe von 1988 bis 2011.
- Jean-Marc Birkholz: spielt den Winnetou seit 2012 in Elspe. Er spielte schon von 2001 bis 2006 auf der Felsenbühne Rathen die Rolle des Apachenhäuptlings.
- Jochen Bludau: begann seine große Karriere als Lenker des Elspe Festivals 1958 und 1959 als Winnetou-Darsteller.
- Pierre Brice: Rolle des Winnetou in elf Kino-Filmen und zwei TV-Serien; Karl-May-Festspiele im sauerländischen Elspe und im holsteinischen Bad Segeberg; weitere Theaterauftritte in dieser Rolle in Wien, Dortmund, Wuppertal und Ratingen.
- Heinz Ingo Hilgers: Winnetou bei den Karl-May-Spielen Bad Segeberg 1961, 1964–1967 und 1969/70; bei den Karl-May-Festspielen in Mülheim an der Ruhr (Freilichtbühne an der Dimbeck) 1971.
- Klaus-Hagen Latwesen: wurde einer der populärsten Nachfolger von Heinz Ingo Hilgers in Bad Segeberg, er gab den Winnetou dort 1973 und 1975, bevor er zwischen 1981 und 1987 zusätzlich noch als Autor, Regisseur und Intendant verantwortlich zeichnete.
- Gojko Mitić: diverse DEFA-Kinofilme, darunter 12 Indianerfilme („Die Söhne der großen Bärin“), zuvor Nebendarsteller in drei Karl-May-Filmen 1963/64 („Old Shatterhand“, „Winnetou 2“, „Unter Geiern“); Winnetou erstmals 1991 im Harzer Bergtheater bei Thale; von 1992 bis 2006 in Bad Segeberg (als Nachfolger von Pierre Brice), einige Inszenierungen wurden vom Fernsehen aufgezeichnet und sind als DVD erhältlich.
- Hans Otto: spielte 1929 in dem Stück „Karl May's ‚Winnetou, der rote Gentleman‘“ die Titelrolle in Berlin am Theater in der Königgrätzer Straße. Carl Zuckmayer schrieb über ihn: Er „war wirklich schön und edel […], er hatte das Geheimnisvolle, Adlige, Beschattete, worauf es am meisten ankommt“.
- Will Quadflieg: spielte im Dezember 1938 den Winnetou an der Berliner Volksbühne in dem Stück „Winnetou – der rote Gentleman“.
- Gustavo Rojo: bei den Karl-May-Festivals in der Berliner Deutschlandhalle 1966 und 1968.
- Erol Sander: spielte den Winnetou von 2007 bis 2012 in Bad Segeberg.
- Thomas Schüler: trat in den Jahren 1976–1980 auf und war der einzige Darsteller des Winnetou, der in Bad Segeberg die Rolle durchgängig mit nacktem Oberkörper spielte; dies wurde sein Markenzeichen.
- Jan Sosniok: spielte den Winnetou von 2013 bis 2018 bei den Karl May Spielen in Bad Segeberg.
- Hans-Jürgen Stumpf: nachdem er kurz zuvor im Besenbinderhof in Hamburg die Rolle des Winnetou gespielt hatte, wurde er 1952 für dieselbe Rolle bei den ersten Karl-May-Spielen in Bad Segeberg verpflichtet.
- Nik Xhelilaj: spielte 2016 die Rolle des Winnetou in der für den Sender RTL produzierten Neuverfilmung an der Seite von Wotan Wilke Möhring als Old Shatterhand.

Die Ahnengalerie der Kalkberg-Winnetous:
| - Hans-Jürgen Stumpf - Gerhart Lippert - Horst Vincon - Günter Hoffmann - Heinz Ingo Hilgers | - Manfred Boehm - Werner Wachsmuth - Thomas Schüler - Klaus-Hagen Latwesen - Pierre Brice | - Gojko Mitić - Erol Sander - Jan Sosniok - Alexander Klaws |

### Musicals, Operette und Liederabende
- Aktion- und Musik-Schauspiel „Winnetou“ (1982)[74]
- Winnetou (Sofia 2001)[75]
- Winnetou ist ein Christ – Lieder, so deutsch wie der Wilde Westen (2005)[76]
- Kleiner Häuptling Winnetou (2013)[77]
- Karl May, Raum der Wahrheit (2014)[78]

### Comedy, Parodien, Satiren und Ähnliches
- Winnetou in Hollywood. Parodie nach und für Karl May (1976)[79]
- Träume, Tod und Filzpantoffeln (1986)[80]
- Seelenlust & Augenweide. Wagner und Winnetou geben sich die Ehre (1988)
- Winnetou und der halbe Abt (2000)[81]
- Karl May – Winnetou stirbt, aber lässt sich nichts anmerken … (2001)[82]
- Ich bin nicht Karl May (2006)[83]
- Winnetou IV (2008)[84]
- Winnetou (vdt) (2012)[85]

### Puppentheaterstücke
- Der Schatz im Silbersee (2000)[86]
- Der Schatz im Silbersee – Karl May entfesselt (2013)

## Theaterstücke zur Biographie Karl Mays
- Geächteter Hakawati (1967)
- Ich bin Hakawati (1987)[87]
- Tumult auf Villa Shatterhand (1997)
- Dämonen der Seele (2003)
- Die Taschenuhr des Anderen (2006)
- Ich erfand Karl May (2011)[88]
- Rosensieg: Der Tod Old Shatterhands (2012)[89]
- Durchgeritten. Alles von Karl May (2013)[90]
- Manitu drückt ein Auge zu (2017)[91]
- Der Phantast oder Leben und Sterben des Dr. Karl May (2017)[92]
- Viel Lärm um Old Shatterhand (2017)[93]

### Zum Ganzen
- Berndt Banach: Karl May zum Anschauen. Sein Werk auf der Bühne, im Kino und im Fernsehen, in: Roland Schmid (Hrsg.): 75 Jahre Verlagsarbeit für Karl May und sein Werk 1913–1988 [Festschrift], Bamberg: Karl-May-Verlag 1988, S. 161 ff.
- Rainer Buck: Karl May auf Leinwand, Bühne und Schallplatte, in: Karl May. Der Winnetou-Autor und der christliche Glaube. Mit einem Vorwort von Jens Böttcher, Moers: Brendow 2012, S. 173 ff.
- Hansotto Hatzig: Dramatisierungen, in: Gert Ueding (Hrsg.): Karl-May-Handbuch. 3. Auflage, Würzburg: Königshausen & Neumann 2001, S. 523 ff.
- Detlef Romey: Winnetou-Darsteller von 1928–2017, in: ders.: Winnetou, ein Friedensmonolog. Theaterstück für einen Schauspieler. Lektoriert Schienke, Berlin: Verlag Neopubli 2017, S. 7–12.
- Joachim Schmid: Karl May auf der Bühne, in: Karl-May-Verlag (Hrsg.): 50 Jahre Verlagsarbeit für Karl May und sein Werk [Festschrift], Bamberg: Karl-May-Verlag 1963, S. 48 f.
- Dieter Sudhoff, Hartmut Vollmer (Hrsg.): Karl Mays „Winnetou“. Studien zu einem Mythos (Suhrkamp Taschenbuch Materialien), Frankfurt am Main: Suhrkamp 1989.

### Zu Freilichtbühnen

#### Felsenbühne Rathen
- Nicolas Finke: Als Winnetou die Sächsische Schweiz eroberte. Karl May in Rathen seit 1984 (Teil 2): 1987–1994. In: Karl May & Co. Nr. 136/2014.
- Ulrich Neumann: „Karl-May-Spiel als wertvolle Volksunterhaltung“. Vor 80 Jahren: „Winnetous heroisches Leben und Sterben“ auf der Felsenbühne Rathen zwischen Wild-West-Romantik und Nazi-Propaganda. Teil 1: Karl-May-Spiele Rathen 1938. In: Karl May & Co. Nr. 152/2018.

#### NaturbühneBlauer SeeRatingen
- Nicolas Finke: Im wilden Westen. Zur Geschichte der Karl-May-Spiele auf der Naturbühne Blauer See in Ratingen – 
  - Teil 1: 1949/1950. In: Karl May & Co. Nr. 117/2009.
  - Teil 2: 1950 und 1961–1963. In: Karl May & Co. Nr. 119, 2010.
  - Teil 3: Wie Elspe und Pierre Brice an den Blauen See kamen. In: Karl May & Co. Nr. 120/2010.
  - Teil 4: Die „Nebenstelle Ratingen“ der Karl-May-Festspiele Elspe in den 1980er- und 1990er-Jahren. In: Karl May & Co. Nr. 123/2011.

#### KalkbergstadionBad Segeberg
- Nicolas Finke, Torsten Greis: 45 Jahre Karl-May-Spiele Bad Segeberg. Teil 1 und 2. In: Karl May & Co. Nr. 66/1996 und Nr. 67/1997.
- Reinhard Marheinecke, Nicolas Finke, Torsten Greis, Regina Arentz: Karl May am Kalkberg. Geschichte und Geschichten der Karl-May-Spiele Bad Segeberg seit 1952, Bamberg/Radebeul: Karl-May-Verlag 1999.
- Reinhard Marheinecke, Nicolas Finke, Torsten Greis: Karl May am Kalkberg, neue Geschichten der Karl-May-Spiele Bad Segeberg 1999–2001, Hrsg. von Lothar und Bernhard Schmid, 2001. ISBN 978-3-7802-3009-6
- Reinhard Marheinecke, Nicolas Finke, Torsten Greis: Karl May am Kalkberg, neue Geschichten der Karl-May-Spiele Bad Segeberg 2001–2004, Hrsg. von Lothar und Bernhard Schmid, 2004. ISBN 978-3-7802-3015-7
- Nicolas Finke: Orient & Balkan auf der Bühne – Beispiel Bad Segeberg: Ein historischer Bilderbogen 1955–1978. In: Karl May & Co. Nr. 90/2002, S. 40–42.
- Nicolas Finke, Reinhard Marheinecke: Am Fuße des Kalkbergs. Das Bad Segeberger Karl-May-Spektakel in den 80ern. Eine Retrospektive. Verlag Reinhard Marheinecke Hamburg 2008.
- Peter Zastrow, Hans-Werner Baurycza: Eine Stadt spielt Indianer. Aus den Anfangsjahren der Karl-May-Festspiele in Bad Segeberg (Segeberger Blätter, Band 2), Duderstadt: EPV 2011.

#### Freilichtbühne desElspe Festival
- Jochen Bludau, Fred Aurich: Elspe – Deutschlands Wilder Westen. Hohenloher, 1981.
- Klaus Bröking: 40 Jahre Elspe. Wilder Westen made in Germany. Heel, Königswinter 2004. ISBN 3-89880-300-7
- Jutta Laroche: Jubiläumsstimmung in Elspe. Vor 50 Jahren fanden die ersten Karl-May-Festspiele im Sauerland statt. Ein Rückblick. In: Karl May & Co. Nr. 112/2008.

#### FreilichtbühneRehberge
- Hartmut Schmidt: Wildwest in Berlin:
  - Teil 1: Über die Karl-May-Spiele auf der Freilichtbühne Rehberge 1963/64. In: Karl May & Co. Nr. 99/2005.
  - Teil 2: Über die Karl-May-Festivals 1966 und 1968 in der Deutschlandhalle. In: Karl May & Co. Nr. 101/2005 (zusammen mit Nicolas Finke).

#### NaturtheaterGreifensteine
- Karl May an den Greifensteinen 1992. In: Karl-May-Rundbrief Nr. 48/1992.
- Alexandra Gubsch, Andrea Stiegler: Tilo Esche: Winnetou von den Greifensteinen. In: Karl-May-Rundbrief Nr. 49/1992.
- Stefan Wagner: Der Schatz im Silbersee – Eine Aufführung auf der Naturbühne Greifensteine in Annaberg. In: Karl May & Co. Nr. 66/1996.

#### StadtwaldbühneBischofswerda
- Michael Kunz: Die Kinder der Großen Bärin auf dem Weg zum Silbersee. 25 Jahre Spielgemeinschaft Gojko Mitić. Eine Erfolgsgeschichte. In: Karl May & Co. Nr. 149/2017.

#### Twisteden
- Michael Kunz: Winnetou stirbt am Silbersee. Abschied vom Blutsbrüderpaar in Twisteden. In: Karl May & Co. Nr. 126/2011.
- Michael Kunz: Ein Ölprinz namens Santer. Neuer Winnetou in Twisteden. In: Karl May & Co. Nr. 133/2013.
- Michael Kunz: Die Blutsbrüder ritten wieder am Niederrhein. In: Karl May & Co. Nr. 150/2017.

#### Pluwig
- Gordon Piedesack: Der Geist von Pluwig. In: Karl May & Co. Nr. 126/2011.
- Michael Kunz: Old Firehand im Steinbruch. Das „Tal des Todes“ in Pluwig. In: Karl May & Co. Nr. 134/2013.
- Volker Krischel: Warm ums Herz. Pluwig: Mayechter Old Surehand mit kleinen Längen. In: Karl May & Co. Nr. 150/2017.

#### Dasing
- Michael Kunz: „Wir wollen positive Geschichten erzählen“. Im Gespräch mit Peter Görlach. In: Karl May & Co. Nr. 146/2016.
- Christine Hünseler, Michael Kunz: „Jetzt erst recht!“. Matthias M. und Helmut Urban im Gespräch. In: Karl May & Co. Nr. 152/2018.

#### Burgrieden
- Sigfried Baumann: Winnetou ist angekommen. Burgrieden: Sehenswerte Inszenierung von „Der Ölprinz“. In: Karl May & Co. Nr. 146/2016.
- Christine Hünseler: Die drei berühmtesten Männer des Westens. Fortsetzung in Burgrieden: „Winnetou II – Ribanna“. In: Karl May & Co. Nr. 150/2017.
- Nicolas Finke: With a little help from Eberhard & Johanna. Burgrieden: Gelungene „Unter Geiern“-Inszenierung trotz Filmanleihen. In: Karl May & Co. Nr. 154/2018.

### Zu einzelnen Aufführungen
- Jan Dvořák: DER PHANTAST oder Leben und Sterben des Dr. Karl May. in: Jahrbuch der Karl-May-Gesellschaft 2018, S. 17–87.
- Hansotto Hatzig: Fotos und Namen nach siebzig Jahren. In: Mitteilungen der Karl-May-Gesellschaft Nr. 119/1999, S. 10–15. (Onlinefassung)
- Götz Loepelmann, Astrid Fischer-Windorf (Bearb.): Das Waldröschen oder Die Verfolgung rund um die Erde. (Bühnenfassung). Ein melodramatischer Bilderbogen, Olms, 1977.
- Wesselin Radkov: Das Winnetou-Musical in Bulgarien. Ein Wunschtraum geht in Erfüllung. In: Mitteilungen der Karl-May-Gesellschaft Nr. 129/2001, S. 47 ff. (Onlinefassung)
- Hartmut Schmidt: Erste Berliner Winnetou-Aufführung mit Hans Otto. In: Karl-May-Haus Information Nr. 1/1989, S. 9–13.
- Hartmut Schmidt: Winnetou in Berlin – Eine Ergänzung. In: Mitteilungen der Karl-May-Gesellschaft Nr. 119/1999, S. 5–9. (Onlinefassung)
- Hartmut Schmidt: „Winnetou war wirklich schön und edel, als Bleichgesicht heißt er Hans Otto.“ Karl-May-Dramatisierungen auf Berliner Bühnen und in Werder. In: Johannes Zeilinger (Hrsg.): Karl May in Berlin. Verlag der Nation 2007.
- Peter Siegel: Der Monograf der Menschheitssele. In: Karl May & Co. Nr. 126/2011.
- Peter Wayand: Das „ICH“ in tausend Gestalten. In: KMG-Nachrichten Nr. 191/2017.
- Carl Zuckmayer: Winnetou auf der Bühne. In: Karl-May-Jahrbuch 1931, S. 300 ff.